# Harry Potter: Quidditch Champions
Harry Potter: Quidditch Champions (bra/prt: Harry Potter: Campeões do Quadribol) é um jogo eletrônico de esporte desenvolvido pela Unbroken Studios e publicado pela Warner Bros. Games sob o selo Portkey Games. O jogo é baseado no esporte fictício Quadribol, presente no universo de Harry Potter. O jogador assume um papel específico dentro da partida e participa de competições, tanto no modo individual quanto no multijogador.
O desenvolvimento começou vários anos antes do anúncio oficial em abril de 2023, quando a Warner Bros. Games divulgou uma primeira demonstração junto com um teste de jogo limitado. O jogo foi lançado em 3 de setembro de 2024 para PlayStation 4, PlayStation 5, Windows, Xbox One e Xbox Series X/S, estando disponível no PlayStation Plus desde o lançamento. A versão para Nintendo Switch foi lançada em 8 de novembro de 2024. O jogo recebeu críticas mistas.

## Jogabilidade
Harry Potter: Quidditch Champions é um jogo de esportes de fantasia que foca na competição de Quadribol, um esporte popular no universo fictício de Harry Potter. Os jogadores podem personalizar seus personagens e escolher entre quatro posições diferentes: artilheiro, apanhador, batedor e goleiro. O jogo oferece modos de jogo que permitem aos jogadores participar de partidas de Quadribol, tanto de forma individual quanto em multijogador.
O jogo também apresenta algumas mudanças em relação às regras tradicionais do Quadribol, conforme descritas nos livros e filmes, incluindo os seguintes aspectos: 
- As equipes têm um batedor em vez de dois, totalizando seis jogadores por equipe, em vez de sete.[9]
- Capturar o Pomo de Ouro vale 30 pontos em vez de 150 e não encerra automaticamente a partida.[9]
- Em vez de jogar até que o Pomo de Ouro seja capturado, as equipes jogam até que o tempo acabe ou até que uma equipe marque 100 pontos.[9]
  - Se os pontos estiverem empatados quando o tempo acabar, uma prorrogação no formato de gol de ouro é iniciada, onde o próximo gol ou a captura do Pomo de Ouro garante a vitória.[9]

Os jogadores podem criar um personagem ou jogar com diversos personagens conhecidos da série. O modo carreira para um jogador permite não apenas participar da Taça de Quadribol Intercasas de Hogwarts, mas também de uma nova Taça de Quadribol das Escolas do Torneio Tribruxo, inspirada no Torneio Tribruxo de Harry Potter e o Cálice de Fogo, e pela Copa do Mundo de Quadribol, representando um dos 16 países.

## Desenvolvimento
O jogo foi desenvolvido pela Unbroken Studios, sediada em Los Angeles e publicado pela Warner Bros. Games sob seu selo Portkey Games. O desenvolvimento do jogo começou vários anos antes de 2023. Sua criação foi anunciada vinte anos após o jogo anterior com tema de quadribol, Harry Potter: Copa Mundial de Quadribol . O estilo visual do jogo é diferente de outros jogos de Harry Potter, como Hogwarts Legacy, pois se esforça para ter uma aparência mais estilizada e de desenho animado. Apesar de se passar no universo do Wizarding World, o jogo não é uma adaptação direta dos livros ou filmes. Os desenvolvedores da Portkey Games buscam manter a autenticidade da visão original de J. K. Rowling, ao mesmo tempo em que introduzem elementos que permitem aos fãs explorar o mundo da magia de novas maneiras. Rowling não tem envolvimento direto no desenvolvimento do jogo.
Em maio de 2023, imagens de gameplay surgiram no Reddit e em sites semelhantes. A Warner Bros. agiu rapidamente e removeu qualquer conteúdo vazado de um recente teste de jogo. Em agosto de 2023, novos vídeos vazaram, mostrando jogadores assumindo os papéis de personagens conhecidos, como Harry Potter e Ron Weasley. Um trailer de gameplay foi lançado em 29 de julho de 2024.

### Lançamento
Em abril de 2023, a Warner Bros. Games revelou a primeira prévia de Quidditch Champions junto com o anúncio de um teste de jogo limitado. O website GamesRadar+ observou que alguns fãs expressaram críticas em relação ao anúncio, mencionando a ausência do Quadribol no recém-lançado Hogwarts Legacy. Em junho de 2024, a Unbroken anunciou que o jogo seria lançado para Windows e consoles em setembro. O jogo recebeu um pacote de expansão chamado The Legacy Pack, que inclui conteúdo exclusivo baseado em Hogwarts Legacy.

## Recepção
| Agregador  | Pontuação                          |
| ---------- | ---------------------------------- |
| Metacritic | PS5: 66/100 XSX: 64/100 PC: 63/100 |

| Publicação  | Pontuação |
| ----------- | --------- |
| GamesRadar+ | 4/5       |
| IGN         | 6/10      |

Campeões do Quadribol recebeu críticas "mistas ou médias", de acordo com o agregador de críticas Metacritic. Embora a ausência de microtransações tenha sido elogiada, a notável distinção de Hogwarts Legacy na fidelidade visual também foi notada.

### Vendas
Apesar de ser um dos maiores jogos do PS Plus em 2024 e de aumentar o número de jogadores do PS Plus em setembro de 2024, Quidditch Champions viu uma queda de 48% em sua popularidade na PlayStation Network na segunda semana após o lançamento.